# Joachim Murat
Joachim Murat (în italiană Gioacchino Murat; n. 25 martie 1767, Labastide-Murat – d. 13 octombrie 1815, Pizzo) a fost mare duce de Clèves și Berg, mareșal al Imperiului Francez și rege al Regatului celor Două Sicilii din 1808 la 1815. A fost căsătorit cu Caroline Bonaparte, sora cea mai mică a lui Napoleon Bonaparte.

## O ascensiune spectaculoasă

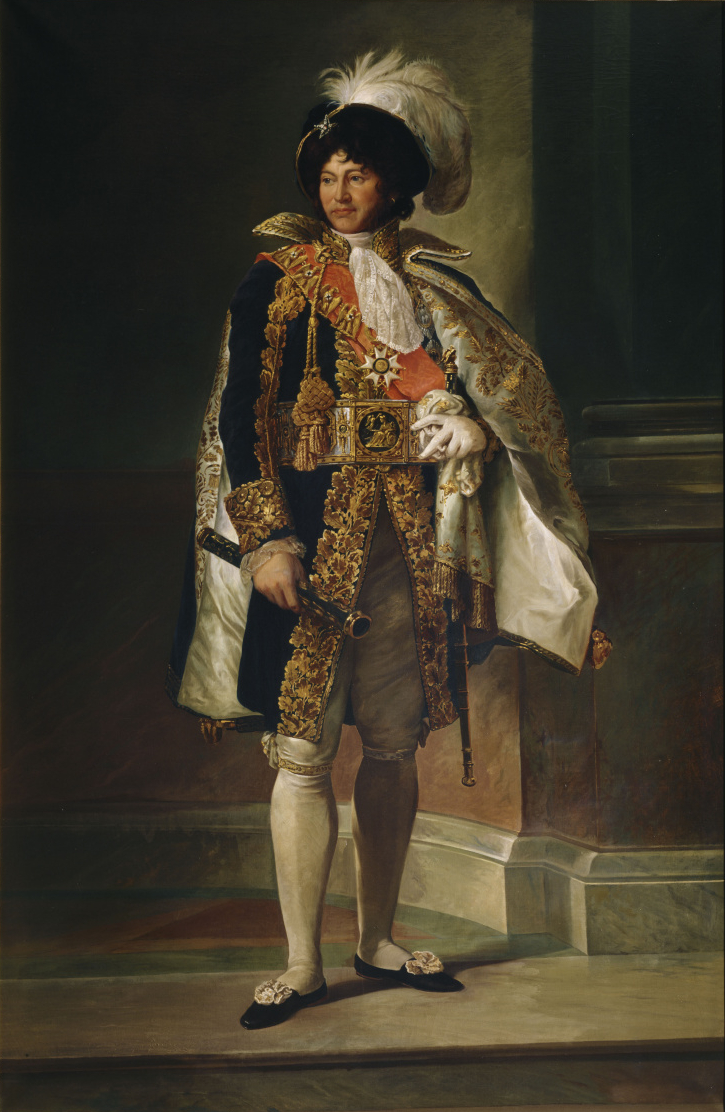
Joachim Murat (portret de François Pascal Simon Gérard, c. 1800-1810)

Fiul unui hangiu modest care mai avea încă 10 copii, Joachim primește totuși o educație timpurie la seminariile teologice de la Cahors și Toulouse, înainte de a se înrola într-un regiment de vânători călare. Se face remarcat în timpul insurecției regaliste din Paris, servind sub comanda generalului Bonaparte. Acesta apreciază calitățile de comandant de cavalerie ale lui Murat și îl va lua cu el în campania din Italia (1796 – 1797), unde va face minuni de vitejie în fruntea cavaleriei sale ușoare. Relația sa cu Bonaparte este în continuare foarte bună astfel încât îl însoțește pe general în campania din Egipt și în campania din Siria, câștigând gradul de general de divizie, după faptele de arme din bătăliile de la Alexandria, Piramide, Cairo, Saint-Jean d'Acre și Abukir. 
În următorii ani se va regăsi mai tot timpul în anturajul lui Napoleon Bonaparte însoțindu-l în 1799 la plecarea din Egipt, apoi contribuind la succesul loviturii de stat de la 18 Brumar. Urmează o serie de posturi de comandă, dintre care se distinge cea de comandant al Diviziei Militare din Paris. Anul următor Joachim se căsătorește cu una dintre surorile lui Napoleon Bonaparte, Caroline.
În mod deloc surprinzător, Murat este pe lista celor 18 generali cărora li se acordă în 1804 titlul de Mareșal al nou-creatului Imperiu Francez. La debutul campaniei din 1805, Murat este numit comandant al Rezervei de Cavalerie a Marii Armate, având sub comanda sa patru comandanți de cavalerie cu nume răsunătoare: Walther, Kellermann, Nansouty și d'Hautpoul. Se distinge la Ulm pe 30 noiembrie și mai ales la bătălia de la Austerlitz (2 decembrie), unde îl susține pe mareșalul Jean Lannes împotriva generalilor Bagration și Liechtenstein, ceea ce îi va aduce titlul de Mare Duce de Clèves și de Berg.      
Pentru mareșal urmează o serie aproape neîncetată de campanii; cea din Prusia (1806) este o nouă ocazie pentru Murat de a-și arăta talentele militare, în fruntea corpului său de cavalerie: învinge un corp prusac la Saalefeld, apoi se luptă cu vitejie la Jena și într-o serie de alte bătălii minore, în urma cărora face un număr enorm de prizonieri; în campania din Polonia (1807) participă la bătăliile decisive de la Eylau și Friedland. Este de notat faptul că la Eylau (8 februarie), Murat a salvat armata franceză de la înfrângere, conducând cea mai mare șarjă de cavalerie din istorie (între 12000 și 14000 de oameni) împotriva rușilor comandați de Bennigsen. Deși unii istorici critică dur modul în care Murat a condus această șarjă masivă, este recunoscut faptul că această acțiune a oprit pentru câteva ore înaintarea infanteriei ruse, întorcând sorții bătăliei.
Anul 1808 este unul important pentru Joachim: conduce represiunea asupra revoltei din Madrid, apoi soția sa primește regatul Neapolelui, Murat devenind astfel rege al regatului din sudul Italiei. Printre reformele noilor suverani se numără abolirea relațiilor feudale și implementarea drepturilor civile prin adaptarea Codului Napoleon. 
În 1812, Murat i se alătură din nou lui Napoleon pentru dezastruoasa campanie din Rusia. Regele Neapolelui comandă întreaga cavalerie de rezervă (împărțind uneori comanda cu fostul său aghiotant, generalul Emmanuel de Grouchy) și se achită de îndatoriri la Smolensk, Moskova sau Berezina. Atunci când Napoleon se întoarce în Franța, acesta lasă comanda resturilor Marii Armate lui Murat. Cu toate acestea, Murat are un conflict violent cu Davout și cu alți mareșali care îi contestă autoritatea, reproșându-i faptul că planurile sale sunt exaltate și nerealiste, acuzație perfect îndreptățită. Comanda Marii Armate este preluată de mareșalul MacDonald, deoarece Murat decide să se întoarcă la Neapole.
Deși relațiile cu Napoleon se deterioraseră, Murat i se alătură din nou în timpul campaniei din Germania, fără a putea împiedica înfrângerea finală de la Leipzig (1813). În urma acestei bătălii, Murat părăsește din nou armata franceză, pentru a se întoarce în regatul său. Ezită între loialitatea pe care i-o datorează împăratului și datoria față de interesele propriului său regat. Abdicarea lui Napoleon din 1814 îl scutește, cel puțin pentru moment, de această dificilă alegere.

## „Cele 100 de zile”, pierderea tronului napolitan și execuția Mareșalului
Problema redevine însă de actualitate la revenirea lui Napoleon în Franța. Murat se decide în sfârșit să își susțină fostul suveran și declară război Austriei. Este însă învins decisiv și își pierde tronul. Revenit în Franța, Murat speră că împăratul îl va rechema pentru a-i oferi comanda cavaleriei. Acest lucru nu se întâmplă, Napoleon considerând că mareșalul l-a trădat și că deci nu mai poate avea încredere în el. Mareșalul Murat a fost capturat de trupele loiale regelui Bourbon al Neapolelui, în timp ce încerca să își recucerească regatul. Pe 13 octombrie 1815, mareșalul Murat a fost executat la Pizzo, în Calabria. Deși există un monument în memoria mareșalului la cimitirul parizian Père Lachaise, locul unde se află rămășițele lui Murat este necunoscut, cel mai probabil fiind că trupul său a fost aruncat în mare, după execuție. 
Lăudat pentru curajul și capacitatea sa de a conduce oamenii, mareșalul Murat a fost deseori criticat pentru impulsivitatea și avântul său uneori necugetat. Este de notorietate faptul că mareșalul era incapabil să citească o hartă și nici nu se obosea să care cu el una. Pe câmpul de bătălie era deseori observat de inamic, din cauza ținutelor sale extravagante și țipătoare, dar talentele sale de spadasin și vigilența escortei sale îl făceau dificil de capturat sau de ucis. În ceea ce privește relația sa cu Napoleon, s-a spus pe bună dreptate că Murat a fost loial atâta timp cât acesta înregistra doar victorii și lipsit de loialitate în momentele cele mai grele. Dincolo de toate acestea, Murat a fost admirat atât de inamicii săi, care l-au numit "primul comandant de cavalerie al Europei", cât și de cei pe care i-a comandat.

## Joachim Murat și România
In calitatea lui de Mare Duce de Clèves și Berg, în cadrul Confederației Rinului, Murat a avut ocazia să promoveze căsătoria nepoatei lui de frate, Marie-Antoinette Murat, cu Prințul Karl de Hohenzollern-Sigmaringen (1785–1831), bunicul regelui Carol I al României. Deoarece acesta din urmă a fost urmat la tron de nepotul său de frate, Ferdinand, bunicul regelui Mihai I, se poate spune că Joachim Murat este o rudă îndepărtată a regelui Mihai I al României.

## Familie
Joachim s-a căsătorit la 20 Ianuarie 1800 cu prințesa Caroline Bonaparte, sora lui Napoleon I, împăratul Franței.
Cuplu a avut 4 copii:
- Charlos Louis Napoleon Achille Murat (21 ianuarie 1801 –  15 aprilie 1847) a fost declarat rege al Neapolelui, a fost exilat după ce tatăl său a fost ucis;
- Marie Letizia Joséphine Annonciade Murat (26 aprilie 1802 – 12 mai 1859) căsătorită cu Guido Taddeo Pepoli, a avut 4 copii;
- Lucien Charles Joseph Napoléon (16 mai 1803 – 10 aprilie 1878);
- Louise Julie Caroline Murat (21 martie 1805 – 1 decembrie1889).

## Arbore genealogic
Joachim Murat a întemeiat Casa Princiară Murat deși nu avea origini aristocratice.